# Meganephria araucanica
Meganephria araucanica là một loài bướm đêm trong họ Noctuidae.